# Mark Handy
Mark R. Handy (* 20. Mai 1958 in Boston, Massachusetts, U.S.A.) ist ein schweizerisch-US-amerikanischer Geologe und Professor an der Freien Universität Berlin im Fachbereich Geowissenschaften in der Fachrichtung Tektonik und Sedimentäre Systeme.

## Leben
Mark Handy studierte unter anderem am Amherst College und an der ETH Zürich. Er promovierte 1986 an der Universität Basel zum Dr. phil. nat. Er forschte und lehrte unter anderem am Imperial College in London sowie an der Universität Bern und an der Justus-Liebig-Universität Gießen. Seine Forschungsschwerpunkte sind Gebirgsbildungsprozesse (Orogenese), Plattentektonik, unter anderem in den Alpen und auf dem Balkan, sowie Struktur und Rheologie der kontinentalen Lithosphäre.

## Ehrungen
- 2021: Gustav-Steinmann-Medaille der Geologischen Vereinigung für sein Lebenswerk[2]